# Đầu thai
Đầu thai (tái hóa thân, tái hiện thân, chuyển kiếp hay tái sinh) là một niềm tin được tìm thấy trong các triết lý tôn giáo lớn của Ấn Độ, bao gồm Ấn Độ giáo, Phật giáo, Kỳ Na giáo và một số tôn giáo khác.
Trong khái niệm đầu thai, một tính cách mới được phát triển trong mỗi kiếp sống mới trong thế giới loài người, dựa vào các kinh nghiệm tích lũy từ các kiếp sống trước và những kinh nghiệm mới đạt được trong kiếp sống hiện tại, nhưng tính cách của người đó sẽ luôn thay đổi trong suốt các kiếp sống kế tiếp nhau trong luân hồi. Người ta tin rằng có sự tương tác của một số kinh nghiệm sống nào đó, hay là nghiệp, và những hành động tự chọn bởi chính bản thân người đó trong khi họ đang sống kiếp đó.

## Khái niệm chung
Niềm tin vào sự đầu thai là một hiện tượng có từ thời cổ đại; trong nhiều hình thức khác nhau, từ thời Ai Cập cổ đại, hay có lẽ là trước đó, con người đã tin vào một cuộc sống tương lai sau khi chết. Các ngôi mộ cổ chứa đựng cả người và của cải có thể là bằng chứng cho niềm tin rằng người đó có thể lại cần đến những thứ của cải đó mặc dù đã chết một cách vật lý.
Nói vắn tắt, có một số quan niệm phổ biến về một dạng sống trong tương lai. Trong mỗi quan niệm đó, hoặc là người đó hoặc là một thành phần cốt yếu định rõ người đó (linh hồn hay tinh thần) vẫn tiếp tục tồn tại:
- Đầu thai dưới dạng con người.

Nhiều kiếp sống kế tiếp nhau trên mặt đất, thông thường bao gồm cả một niềm tin về việc đi vào thế giới tâm linh hoặc là các tầng tồn tại giữa sự chết và tái sinh. Đây là dạng thông thường của đầu thai. Trong nhiều phiên bản, cuối cùng có một tiềm năng thoát khỏi vòng luân hồi, chẳng hạn như đạt đến trạng thái Niết Bàn (trạng thái không còn Tham Ái, Sân Hận và Si Mê, chứ không phải ở một nơi nào đó) hoặc bằng cách hợp nhất vào với Chúa trời, hoặc là đạt được sự khai sáng, một dạng của việc tự nhận thức, một sự tái sinh tâm linh, đi vào cõi tâm linh v.v..
- Sự luân hồi của linh hồn

Người ta chết đi, và trở lại dạng tồn tại này dạng tồn tại khác một cách liên tục, dạng của họ khi trở lại có thể ở loại 'cao hơn' hay 'thấp hơn' phụ thuộc vào hạnh kiểm (đạo đức) của họ trong kiếp sống hiện tại. Niềm tin này có giả thiết sự chuyển đổi giữa linh hồn người và động vật, ở tầng thấp nhất có thể bao gồm cây cỏ và đất đá.
- Ngày cuối cùng

Người ta chỉ sống một đời. Sau khi chết, họ có thể quay lại trần gian hoặc là được làm sống dậy trong Ngày phán xét cuối cùng nào đó, hoặc là tại một trận chiến cuối cùng nào đó (ví dụ trận Ragnarök trong thần thoại Bắc Âu). Sau đó, họ có thể lên thiên đàng hoặc địa ngục, hoặc tái sinh trở lại trên mặt đất. Niềm tin này là một viễn cảnh khải huyền của tương lai.
- Các niềm tin vào Cuộc sống sau khi chết (Afterlife) cũng liên quan đến các niềm tin trên, nhưng không bao gồm việc quay trở lại với một dạng thể xác.

Người ta sống trên mặt đất này, và sau đó sống trong một dạng cuộc sống sau khi chết nào đó trong suốt phần còn lại của vĩnh cửu tại một nơi được gọi bằng nhiều cách khác nhau là thiên đàng (hoặc địa ngục), âm phủ hoặc trời, hay những thứ tương tự. Họ không quay trở lại trần gian.
Những niềm tin về sự đầu thai hay luân hồi được phổ biến rộng rãi trong các tôn giáo và đức tin. Một số người xem đó là một phần của tôn giáo, và những người khác thấy đó chỉ là một câu trả lời cho các câu hỏi thường gặp về đạo đức và sinh tồn, như là "ý nghĩa của cuộc sống", "tại sao chúng ta lại ở đây", hay là "tại sao những điều xấu đôi khi dường như là xảy đến với người tốt". Quan niệm về sự đầu thai cho rằng một người đã ở hay là sẽ trở lại thế gian này trong một thể xác khác. Điều này gợi đến một sự kết nối giữa những cuộc đời có vẻ không liên quan đến nhau, và (trong đa số các trường hợp) có thể có bằng chứng ẩn giấu về sự nối tiếp giữa cuộc đời của những người khác nhau, nếu được tìm kiếm. Những người ủng hộ thuyết này cho rằng thực tế là như vậy, trong khi những người chỉ trích có xu hướng bác bỏ điều này do những ẩn ý về mặt siêu hình của nó hay do việc nó chưa được khoa học chấp nhận với lý do là các cách giải thích khác của hiện tượng chưa được loại trừ một cách hoàn toàn. Các bằng chứng cho việc đầu thai thiên về ba loại:
- Truyền thống chung tin rằng một số người (như là Đạt-lại Lạt-ma hay Ban-thiền Lạt-ma của Đại Thừa) có thể được xác định bằng cách đi tìm một đứa bé ra đời vào thời điểm những nhân vật đó qua đời, và bằng một số dấu hiệu và kiến thức đặc biệt mà đứa trẻ đó có được về người tiền nhiệm.
- Trong văn hóa phương Tây, hồi tưởng tiền kiếp (past life regression) hoặc kinh nghiệm cận tử (near-death experience) đã có lần cung cấp những thứ được cho là ký ức của những kiếp sống trước, một số trong đó về lý thuyết là có thể kiểm chứng được, và một số khác có thể kiểm nghiệm rằng chỉ là bịa đặt. Một số khía cạnh của những trải nghiệm này có xu hướng thống nhất theo một cách nào đó (những thực thể ánh sáng beings of light, những thông điệp bình an và đầy tình yêu, v.v.), với một số người thì một yếu tố đã đem lại sự tin tưởng, còn với một số người khác thì đây là yếu tố hỗ trợ cho tư tưởng rằng có "một thứ gì đó" xảy ra nhưng không chắc chắn được đó là điều gì.
- Cuối cùng, đối với nhiều người, bằng chứng là nội tại và mang tính thực nghiệm, niềm tin hay kinh nghiệm cá nhân. Điều này có không thể không phải là một chứng minh, nhưng đối với họ, như vậy là đủ để tin vào điều đó.

Mặc dù một số người cho là một số sự kiện nhớ lại kiếp sống trước đã được ghi chép lại và thử nghiệm một cách khoa học, khoa học chưa chính thức chấp nhận đầu thai như là một hiện tượng chứng minh được.

## Các tôn giáo Ấn Độ
Vòng xoay của việc chết và tái sinh, được điều khiển bởi nghiệp, được gọi là luân hồi (samsara). Những ý tưởng về đầu thai, nghiệp, và luân hồi đều được tìm thấy trong Ấn Độ giáo, Phật giáo, Kỳ Na giáo và Sikh giáo. Trong tất cả các truyền thống tôn giáo này, sự cứu rỗi cuối cùng là sự giải thoát (moksha hay là mukti) khỏi vòng luân hồi của việc chết đi và tái sinh. Trong Phật giáo, sự giải thoát này thường được nhắc đến như là niết-bàn (nirvana). Các truyền thống bhakti (sùng kính) khác xem việc giải thoát khỏi luân hồi như là sự bắt đầu của một đời sống tâm linh thật sự, tự do khỏi cõi trần tục.

### Ấn Độ giáo
Ở Ấn Độ, ý tưởng về sự đầu thai được giới thiệu lần đầu tiên trong Áo nghĩa thư (Upanishad) (k. 800 TCN), là những bản kinh về triết lý và tôn giáo được viết bằng tiếng Phạn. Học thuyết về sự đầu thai không có trong bộ kinh Vệ Đà, nhìn chung được xem là bộ kinh cổ xưa nhất của Ấn Độ.
Ấn Độ giáo quan niệm rằng linh hồn (của bất kì thể sống nào - bao gồm muôn thú, con người và cây cỏ) đầu thai có liên hệ một cách phức tạp với nghiệp (karma), một khái niệm khác lần đầu được giới thiệu trong bộ Áo Nghĩa thư. Nghiệp (nghĩa đen là hành động) là tổng của các hành động của một người, và là lực sẽ quyết định sự đầu thai kế tiếp của người đó.
Khái niệm niết bàn được phổ biến rộng hơn (xem Advaita Vedanta) theo sau sự hiện diện của nhà hiền triết Ấn Độ giáo vĩ đại Adi Shankaracharya. Đối với một số trường phái Ấn Độ giáo, giáo lý trung tâm bao gồm quan niệm rằng việc làm lắng đọng các nghiệp của một người và trở nên hài hòa cuối cùng sẽ giải thoát người đó khỏi sự đầu thai.
Theo quan điểm của Ấn Độ giáo, đầu thai không thể giống như sự xuất hiện trở lại của linh hồn hay một người ở trong một cơ thể vật chất, mà đúng hơn là cảm nhận về thế giới chỉ tồn tại như một biểu thị xung quanh nhận thức, và điều này chỉ được duy trì như là một hành động của tâm thức. Theo Adi Shankaracharya, thế giới như chúng ta thường nhận biết nó chỉ là một giấc mơ: phù du và viển vông. Bị kẹt lại trong luân hồi là kết quả của sự thiếu hiểu biết về bản chất thực sự của sự sinh tồn.

### Phật giáo
Phật giáo chấp nhận thuyết luân hồi (samsara), quá trình của việc tái sinh; tuy nhiên, trong Phật giáo nguyên thủy, tạng Vi Diệu Pháp của Tam tạng Pali, tâm thức là đối tượng được tái sinh.
Trong bài kinh Mahākammavibhaṅgasutta, Đức Phật dạy về bốn tính chất về nghiệp như sau:
"Này Ānanda, như vậy tóm lại:
Ác nghiệp nặng ngăn cản ác nghiệp nhẹ.
Ác nghiệp có cơ hội ngăn cản thiện nghiệp.
Thiện nghiệp có cơ hội ngăn cản ác nghiệp.
Thiện nghiệp có nhiều năng lực ngăn cản thiện nghiệp có ít năng lực."
Như vậy, cõi giới tái sanh của người ấy phụ thuộc vào thiện nghiệp hoặc ác nghiệp nặng nhẹ có cơ hội cho quả trong thời kỳ tái sinh kiếp sau.
Thêm vào khái niệm vô ngã, Phật giáo Tây Tạng tin rằng một đứa trẻ mới ra đời có thể là tái sinh của một vị Lạt-ma quan trọng nào đó vừa mới qua đời. Trong Phật giáo Tây Tạng, những chất liệu làm nên bản ngã nhất thời (ngũ uẩn – skandha) của một Lạt-ma quan trọng (như vị Đạt-lại Lạt-ma) được cho là tái sinh vào một trẻ sơ sinh sinh ra chín tháng sau khi vị Lạt-ma đó qua đời. Quá trình này được cho là xảy ra sau nhiều năm kết tinh ngũ uẩn qua tu tập. Và người ta nói rằng, sau khi thể xác chết, một phần của ngũ uẩn đã kết tinh (cái mà thông thường sẽ tan rã khi chết) sẽ tự gắn vào với ý thức. Nhờ đó, khi tái sinh vào một trong sáu cõi, con người mới sẽ có một phần tính cách cũ. Tuy nhiên, niềm tin này rất mâu thuẫn với những lời dạy của Phật về quy luật nghiệp và quả của nghiệp.

### Sách báo khoa học
- Dr. Ian Stevenson, Reincarnation and Biology: A Contribution to the Etiology of Birthmarks and Birth Defects ISBN 0-275-95283-5
- Dr. Ian Stevenson, Children Who Remember Previous Lives: A Question of Reincarnation, revised edition (This is a text aimed mainly at an undergraduate audience.) ISBN 0-7864-0913-4

Related publications:
- Jim B. Tucker, Dr., Life Before Life: A Scientific Investigation of Children's Memories of Previous Lives ISBN 0-312-32137-6
- Paul Edwards, Reincarnation: A Critical Examination ISBN 1-57392-921-2
- Titus Rivas, published at the Journal of Scientific Exploration, U.S.A. 2003:
- Three Cases of the Reincarnation Type in the Netherlands abstract Lưu trữ ngày 9 tháng 9 năm 2006 tại Wayback Machine

Emily Williams Cook, Bruce Greyson, and Ian Stevenson, published at the Journal of Scientific Exploration, U.S.A. 1998: 
- Do Any Near-Death Experiences Provide Evidence for the Survival of Human Personality after Death? Relevant Features and Illustrative Case Reports pdf Lưu trữ ngày 26 tháng 3 năm 2009 tại Wayback Machine

Pim Van Lommel, Dr., Dutchman, Cardiologist, Division of Cardiology - Hospital Rijnstate. Published 13-year study, at the world leading medical science journal "The Lancet" in 2001 (358: 2039-45), of NDEs observed in 10 different Dutch hospitals with survivors of cardiac arrest:
- Near-death experience in survivors of cardiac arrest: a prospective study in the Netherlands www Lưu trữ ngày 20 tháng 2 năm 2006 tại Wayback Machine pdf Lưu trữ ngày 24 tháng 11 năm 2011 tại Wayback Machine
- A Reply to Shermer: Medical Evidence for NDEs, 2003, www Lưu trữ ngày 4 tháng 2 năm 2010 tại Wayback Machine

David Fontana, Prof., Cardiff University and Liverpool John Moores University, UK, published at magazine "ParaDocs", Finland 2003:
- Does Mind Survive Physical Death? pdf Lưu trữ ngày 23 tháng 7 năm 2006 tại Wayback Machine

Anabela Cardoso, Dr., University of Minho, Portugal, published at magazine "ParaDocs", Finland 2003:
- ITC Voices: Contact with Another Reality? pdf Lưu trữ ngày 24 tháng 6 năm 2006 tại Wayback Machine

Neal Grossman, Prof., Ph.D. in The History and Philosophy of Science from Đại học Indiana, and associate professor at the University of Illinois, Chicago, published at the Institute of Noetic Sciences (IONS) in 2002:
- Who's Afraid of Life After Death? Why NDE Evidence is Ignored www Lưu trữ ngày 14 tháng 6 năm 2006 tại Wayback Machine.

Journal of Conscientiology:
- Special Thematic Issue: Intermissive Period and Intermissive Courses, Journal of Conscientiology No. 26, London, UK.

### Sách vở
- Acharya, Pt. Shriram Sharma, The Life Beyond Physical Death Lưu trữ ngày 19 tháng 8 năm 2006 tại Wayback Machine, pdf file, 1999
- Alegretti, Wagner, Retrocognitions: An Investigation into Memories of Past Lives and the Period Between Lives. ISBN 0-9702131-6-6, 2004.
- Archiati, Pietro, Reincarnation in Modern Life: Toward a new Christian Awareness. ISBN 0-904693-88-0.
- Bache, Christopher M., PH.D., Lifecycles, Reincarnation and the Web of Life, ISBN 1-55778-645-3, 1991
- Bowman, Carol
  - Children's Past Lives, ISBN 0-553-57485-X, 1998
  - Return from Heaven, ISBN 0-06-103044-9, 2003
- Cerminara, Gina, Many Mansions: The Edgar Cayce Story on Reincarnation ISBN 0-451-03307-8, 1990
- Childs, Gilbert and Sylvia, Your Reincarnating Child: Welcoming a soul to the world. ISBN 1-85584-126-6
- Doore, Gary, What Survives? ISBN 0-87477-583-3, 1990
- Head, Joseph and Cranston, S.L., editors, Reincarnation: The Phoenix Fire Mystery ISBN 0-517-56101-8, 1994
- Heindel, Max
  - The Rosicrucian Cosmo-Conception (Part I, Chapter IV: Rebirth and the Law of Consequence), ISBN 0-911274-34-0, 1909
  - The Rosicrucian Mysteries (Chapter II: The problem of Life and its solution), ISBN 0-911274-86-3, 1911
  - The Rosicrucian Fellowship, The Light Beyond Death Lưu trữ ngày 23 tháng 7 năm 2006 tại Wayback Machine, pdf file, 2001
- Newton, Michael, PH.D.
  - Destiny of Souls, New Case Studies of Life between Lives, ISBN 1-56718-499-5, 2000
  - Journey of Souls, Case Studies of Life between Lives, ISBN 1-56718-485-5, 1994
- Prophet, Elizabeth Clare, Erin L. Prophet, Reincarnation: The Missing Link in Christianity ISBN 0-922729-27-1, 1997
- Steiner, Rudolf:
  - Karmic Relationships: Esoteric studies, 8 volumes. Rudolf Steiner Press. ISBN 0-85440-260-8 and others. Online version of Vol. I
  - Manifestations of Karma. ISBN 1-85584-058-8 online version
  - Reincarnation and Immortality. ISBN 0-8334-1706-1
  - Reincarnation and Karma: Two fundamental truths of existence. ISBN 0-88010-501-1
  - A Western Approach to Reincarnation and Karma: selected lectures and writings; ed. and intr. by René Querido. Hudson, NY: Anthroposophic Press, c1997 ISBN 0-88010-399-X
- Semkiw, Walter, Return of the Revolutionaries: The Case for Reincarnation and Soul Groups Reunited, ISBN 1-57174-342-1, 2003
- Vieira, Waldo, MD Our Evolution, ISBN 85-86019-42-9, 1999.
- Weiss, Brian L., Dr.
  - Only Love is real: the story of soulmates reunited ISBN 0-446-51945-6, 1996
  - Many Lives, Many Masters, ISBN 0-671-65786-0, 1988